# Caterina Bargi
Caterina Bargi (Genova, 25 dicembre 1995) è una calciatrice italiana, attaccante del Genoa, di cui è primatista di reti.

## Carriera

### Calcio

#### Inizi in Liguria
Caterina Bargi inizia a giocare a calcio a 8 anni, partecipando anche al Torneo Ravano, una manifestazione alla quale tutte le scuole elementari di Genova possono iscrivere squadre composte da bambine e bambini di terza, quarta e quinta elementare. In questa manifestazione attira l'attenzione di un dirigente sportivo, entrando, dopo un provino, nelle squadre giovanili del Genoa.
Nel 2011 passa alla Sestrese Athletic, partecipante al campionato di Serie A2 nel girone C, giocando prevalentemente nella squadra juniores, ma facendo comunque il suo esordio in Serie A2 nel corso della stagione, durante la quale segna anche la sua prima rete in un campionato nazionale. Nella stagione successiva rimase con la società ponentina, che assume la denominazione di Real Arenzano, continuando a giocare in Serie A2.
Nelle quattro stagioni successive Bargi gioca con l'Amicizia Lagaccio nel campionato di Serie B, che torna ad essere il secondo livello del campionato italiano, poiché viene abolita la A2. All'Amicizia Lagaccio si afferma nel ruolo di attaccante, diventando in occasione della stagione 2016-2017 la migliore marcatrice del girone A della Serie B, con 22 reti realizzate.

#### Esordio in Serie A con l'Empoli e Campomorone Lady.
Nell'estate 2017 Bargi si trasferisce all'Empoli, società neopromossa per la prima volta in Serie A.
Nella sua prima stagione in Serie A scende in campo in tutte le partite di campionato e realizza quattro reti, risultando così la capocannoniera delle toscane. Bargi realizza la sua prima rete in Serie A proprio alla prima giornata di campionato contro il San Zaccaria, nonché prima rete dell'Empoli in Serie A, pareggiando nei minuti di recupero del secondo tempo la rete realizzata per le romagnole da Emma Errico, sua ex compagna di squadra al Real Arenzano.
Al termine della stagione l'Empoli retrocede in Serie B e Bargi torna a Genova, al Campomorone Lady. Qui Caterina gioca per tre stagioni consecutive, tutte e tre giocando nel girone A della Serie C, istituita proprio nell'estate 2018 come terzo livello del campionato italiano e organizzato a livello regionale.
Durante la fase di preparazione alla stagione 2020-2021 subisce la rottura del legamento crociato, che la costringe a rimanere lontana dai campi da gioco fino al marzo 2021, quando ritorna in occasione della partita di campionato contro l'Independiente Ivrea. Da allora Bargi giocherà 7 delle ultime 8 partite della competizione, segnando in ogni partita, per un totale di 14 reti.

#### Sampdoria
Nell'estate 2021 Bargi si accorda con la Sampdoria, che proprio ad inizio stagione aveva acquisito il titolo sportivo di Serie A dal Florentia San Gimignano; in questo modo la calciatrice fa il suo ritorno in massima serie.

#### Genoa
Nell'estate del 2022 Caterina Bargi passa in forze al Genoa, chiudendo la prima stagione in rossoblù con 19 reti in campionato e 2 reti in Coppa Italia, impegnandosi anche nel ruolo di spalla tecnica di Luca De Guglielmi per la squadra femminile under 17 del Grifone. 
Nel corso della stagione 2023-2024, oltre che calciatrice, è anche vice-allenatrice del Genoa Women under 15 e nel maggio 2024 consegue il diploma da tecnico UEFA B. Nella stessa stagione, con 22 reti complessive, inoltre, vince la classifica marcatrici del campionato ad ex aequo con Valeria Pirone.
Il 16 marzo 2025, grazie alla rete realizzata nella sconfitta per 2-1 sul campo della Ternana, diventa la migliore marcatrice di sempre nella storia del Genoa femminile, superando Giulia Parodi che era a quota 58.

### Beach Soccer
È stata inoltre convocata nel giugno 2023 dalla nazione italiana femminile di beach soccer, per cui ha disputato i Giochi Europei in programma quel mese, ove l'Italia si è classificata al quinto posto. Caterina ha segnato la prima rete azzurra del torneo, al 26' di Ucraina-Italia 2-1, in data 28 giugno 2023 (sua unica rete).

## Statistiche

### Presenze e reti nei club
Statistiche aggiornate al 19 maggio 2025.
| Stagione                | Squadra                 | Campionato              | Campionato | Campionato | Coppe nazionali | Coppe nazionali | Coppe nazionali | Coppe continentali | Coppe continentali | Coppe continentali | Altre coppe | Altre coppe | Altre coppe | Totale | Totale |
| Stagione                | Squadra                 | Comp                    | Pres       | Reti       | Comp            | Pres            | Reti            | Comp               | Pres               | Reti               | Comp        | Pres        | Reti        | Pres   | Reti   |
| ----------------------- | ----------------------- | ----------------------- | ---------- | ---------- | --------------- | --------------- | --------------- | ------------------ | ------------------ | ------------------ | ----------- | ----------- | ----------- | ------ | ------ |
| 2017-2018               | Empoli                  | A                       | 22         | 4          | CI              | 4               | 6               | -                  | -                  | -                  | -           | -           | -           | 26     | 10     |
| 2018-2019               | Campomorone Lady        | C                       | 20         | 31         | CIC             | 5               | 6               | -                  | -                  | -                  | -           | -           | -           | 25     | 37     |
| 2019-2020               | Campomorone Lady        | C                       | 15         | 22         | CIC             | 3               | 3               | -                  | -                  | -                  | -           | -           | -           | 18     | 25     |
| 2020-2021               | Campomorone Lady        | C                       | 10         | 14         | CIC             | -               | -               | -                  | -                  | -                  | -           | -           | -           | 10     | 14     |
| Totale Campomorone Lady | Totale Campomorone Lady | Totale Campomorone Lady | 45         | 67         |                 | 8               | 9               |                    | -                  | -                  |             | -           | -           | 53     | 76     |
| 2021-2022               | Sampdoria               | A                       | 6          | 1          | CI              | 3               | 0               | -                  | -                  | -                  | -           | -           | -           | 9      | 1      |
| 2022-2023               | Genoa                   | B                       | 30         | 19         | CI              | 2               | 2               | -                  | -                  | -                  | -           | -           | -           | 32     | 21     |
| 2023-2024               | Genoa                   | B                       | 29         | 22         | CI              | 1               | 0               | -                  | -                  | -                  | -           | -           | -           | 30     | 22     |
| 2024-2025               | Genoa                   | B                       | 30         | 20         | CI              | 1               | 0               | -                  | -                  | -                  | -           | -           | -           | 31     | 20     |
| 2025-2026               | Genoa                   | A                       | -          | -          | CI              | -               | -               |                    | -                  | -                  | AWC         | -           | -           | -      | -      |
| Totale Genoa            | Totale Genoa            | Totale Genoa            | 89         | 61         |                 | 4               | 2               |                    | -                  | -                  |             | -           | -           | 93     | 63     |
| Totale carriera         | Totale carriera         | Totale carriera         | 162+       | 133+       |                 | 19+             | 17+             |                    | -                  | -                  |             | -           | -           | 181+   | 150+   |

## Palmarès

### Individuale
- Capocannoniera della Serie B: 1

2023-2024 (22 gol)